# Elecciones presidenciales de Ecuador de 1897
Elección indirecta realizada por la 11º Asamblea Constituyente del Ecuador para designar al Presidente Constitucional y Vicepresidente Constitucional del Ecuador, resultando electo Eloy Alfaro.

## Antecedentes
El encargado del poder ejecutivo, Vicente Lucio Salazar convocó a elecciones presidenciales para el 31 de abril de 1895, las cuales se realizaron parcialmente en sectores de la Sierra, debido al estallido de revolución liberal, impidiendo su realización en la Costa. 
El general Eloy Alfaro lideró la revolución liberal de 1895 que finalizó con el derrocamiento del encargado del poder ejecutivo Vicente Lucio Salazar, ejerciendo el poder político como Jefe Supremo por un año, convocando a una nueva asamblea constituyente en Guayaquil para legitimar su mandato, al ser designado presidente interino y luego, al finalizar la asamblea constituyente su trabajo, presidente constitucional.

### Candidatos de la fallida elección presidencial de 1895
| Partido                                | Partido                               | Presidente              | Cargos Previos                  | Votos |
| -------------------------------------- | ------------------------------------- | ----------------------- | ------------------------------- | ----- |
|                                        | Partido Conservador Ecuatoriano       | Darío Morla Mendoza     | Senador de la República         | 725   |
|                                        | Partido Liberal del Ecuador (Radical) | Eloy Alfaro Delgado     | General de Brigada del Ejército | 276   |
| Partido Liberal del Ecuador (Moderado) | José María Sáenz Padilla              | Senador de la República | 0                               |       |

Fuentes:

## Candidatos y Resultados

### Presidente
| Partido         | Partido                     | Presidente          | Cargos Previos                             | Votos               | Votos                 |
| Partido         | Partido                     | Presidente          | Cargos Previos                             | 09/10/1896 Interino | 17/01/1897 Definitivo |
| --------------- | --------------------------- | ------------------- | ------------------------------------------ | ------------------- | --------------------- |
|                 | Partido Liberal del Ecuador | Eloy Alfaro Delgado | Jefe Supremo de la República (1895 - 1896) | 64                  | 51                    |
| Votos en Blanco | Votos en Blanco             | Votos en Blanco     | Votos en Blanco                            | 0                   | 12                    |

Fuente:

### Vicepresidente
| Partido         | Partido                     | Vicepresidente                  | Cargos Previos                                         | Votos      |
| Partido         | Partido                     | Vicepresidente                  | Cargos Previos                                         | 17/01/1897 |
| --------------- | --------------------------- | ------------------------------- | ------------------------------------------------------ | ---------- |
|                 | Partido Liberal del Ecuador | Manuel Benigno Cueva Betancourt | Presidente de la 11º Convención Nacional (1896 - 1897) | 46         |
| Votos en Blanco | Votos en Blanco             | Votos en Blanco                 | Votos en Blanco                                        | 17         |

Fuente: